# Northlake, Texas
Northlake är en kommun (town) i Denton County i Texas. Vid 2010 års folkräkning hade Northlake 1 724 invånare.